# Porta Burelli
Porta Burelli è una delle 6 porte urbane delle mura di Montalcino, in provincia di Siena.

## Storia
La Porta Burelli, in origine Porta Murelli (da "della Morella"), fu probabilmente costruita nel XIII secolo. Nell'assedio, durato dall'11 al 13 luglio 1526, ad opera delle truppe di papa Clemente VII, che si voleva impadronire di Siena togliendola a Carlo I, la porta fu incendiata. La porta, anticamente, era il punto principale d'accesso per chi veniva da Siena, o più generalmente dal Nord. Come ogni porta, ad esclusione di "Porta al Corniolo", era affidata a due custodi, detti "Capodieci".

## Descrizione
La porta sorge, nella parte nord di Montalcino, tra Via Lapini (all'interno delle mura, nel Quartiere Pianello) e la Strada Comunale del Canalicchio (fuori dalle mura). La struttura non ha particolare valenza artistica: ha forma di trapezio, presenta delle strutture verticali in pietra e laterizio, ed è coperta da un tetto con manto in laterizio. Al di sopra della porta oggi vi è un'abitazione privata, dove probabilmente una volta vi risiedevano i 2 custodi.